# Viz Media
A Viz Media é uma empresa norte-americana, originalmente fundada como uma subsidiária da editora japonesa Shogakukan, para o lançamento nos Estados Unidos de animes e mangás. Atualmente a empresa é controlada pelas editoras japonesas Shogakukan e Shueisha.

## Alguns mangás publicados em inglês pela Viz Media
- Alice 19th
- Amalgam of Distortion
- Angel Sanctuary
- B.B. Explosion
- Banana Fish
- Basara
- Beet the Vandel Buster
- Bleach
- Blood The Last Vampire
- Boys Over Flowers
- Ceres: Celestial Legend
- Death Note
- Descendants of Darkness
- Dr. Slump
- Flowers & Bees
- Fushigi Yûgi
- Hana-Kimi
- Here Is Greenwood
- Hikaru no Go
- Hot Gimmick
- Hunter x Hunter
- Homestuck
- Imadoki!
- Junko Mizuno
- Kamisama Kiss (Kamisama Hajimemashita)
- Kare First Love
- Knights of the Zodiac
- Konjiki No Gash Bell(Zatch Bell)
- Legendz
- Maison Ikkoku
- Naruto
- Nausicaa of the Valley of the Wind
- One Pound Gospel
- Phoenix
- Please Save My Earth
- Pokémon Adventures
- Ranma 1/2
- Red River
- Revolutionary Girl Utena
- Rumic Theater
- Rurouni Kenshin
- Saikano
- Sensual Phrase
- Sexy Voice and Robo
- Shaman King
- Short Cuts
- Short Program
- The Prince of Tennis
- Urusei Yatsura
- Uzumaki
- Vagabond
- W Juliet
- Wedding Peach
- Whistle!
- X/1999
- Yu Yu Hakusho
- Yu-Gi-Oh!

## Alguns animes lançados em inglês pela Viz Media
- Bleach (mangá)
- Boys Over Flowers
- Ceres, Celestial Legend
- Corrector Yui
- Flame of Recca
- Great Dangaioh
- Inuyasha
- Key The Metal Idol
- Maison Ikkoku
- Naruto Shippuden
- Naruto
- Please Save My Earth
- Pokemon
- Project Arms
- Ranma 1/2
- Saikano
- Sailor Moon
- Sailor Moon Crystal
- Trouble Chocolate